# Пшеничная, Инна Александровна
И́нна Алекса́ндровна Пшени́чная (род. 1 апреля 1945) — советский и российский мультипликатор, режиссёр, сценарист, художник. Член Союза кинематографистов (1980), член АСИФА (1978), член Национальной академии кинематографических искусств и наук России (2002), доцент кафедры режиссуры анимационных фильмов ВГИКа. Заслуженный работник культуры Российской Федерации (2014).

## Биография
Окончила Киевскую художественную школу с серебряной медалью, курсы художников-мультипликаторов и Московский полиграфический институт, художественно-графический факультет по специальности художник-график (курс профессора Андрея Гончарова). Работала на киностудиях «Союзмультфильм», «Киевнаучфильм» и на «Мульттелефильме» творческого объединения «Экран». Директор творческого объединения «Телескоп». Совместно с мужем Анатолием Солиным готовила творческие кадры – учила молодых художников искусству анимации. Участвовала в создании первых рисованных сериалов для телевидения. Иллюстрирует книги для детей.

## Фильмография

### Режиссёр
- 1989 — Упущенная галактика
- 1989 — Записки Пирата
- 1990 — Сладкая репа
- 1991 — Николай Угодник и охотники
- 1992 — Простой мужик
- 1993 — Родня

### Автор сценария
- 1991 — Николай Угодник и охотники
- 1992 — Простой мужик
- 1993 — Родня
- 1995 — Приключения Мюнхаузена. Волк в упряжке

### Художник-постановщик
- 1973 — Приключения Мюнхаузена. Между крокодилом и львом
- 1973 — SOS
- 1974 — Приключения Мюнхаузена. Чудесный остров
- 1975 — Человек и его птица
- 1977 — Два клёна
- 1978 — Спасибо, аист!
- 1979 — Когда растаял снег
- 1979 — Как лиса зайца догоняла
- 1980 — Колесо Фортуны
- 1981—1986 — Великолепный Гоша
- 1984 — Ель
- 1986—1988 — Приключения поросёнка Фунтика
- 1989 — Упущенная галактика
- 1989 — Записки Пирата
- 1995 — Приключения Мюнхаузена. Волк в упряжке

### Художник
- 1968 — Малыш и Карлсон
- 1969 — Балерина на корабле
- 1969 — Девочка и слон
- 1970 — Быль-небылица

### Автор текстов песен
- 1995 — Приключения Мюнхаузена. Волк в упряжке

## Награды и звания
- Заслуженный работник культуры Российской Федерации (14 августа 2014 года) — за большие заслуги в развитии отечественной культуры и искусства, телерадиовещания, печати, связи и многолетнюю плодотворную деятельность[1]
- Благодарность Министерства культуры Российской Федерации (16 января 2012 года) — за большой вклад в российскую анимацию, многолетнюю плодотворную работу и в связи со 100-летием мультипликационного кино[2]